# Mycosphaerellales
Mycosphaerellales P.F. Cannon – rząd grzybów z klasy Dothideomycetes. Grzyby mikroskopijne.

## Systematyka
Pozycja w klasyfikacji według Index Fungorum
Dothideomycetidae, Dothideomycetes, Pezizomycotina, Ascomycota, Fungi.
Systematyka
Według aktualizowanej klasyfikacji Index Fungorum bazującej na Dictionary of the Fungi do rzędu Mycosphaerellales należą:
- rodzina Dissoconiaceae Crous & de Hoog 2009
- rodzina Extremaceae Quaedvl. & Crous 2019
- rodzina Mycosphaerellaceae Lindau 1897
- rodzina Phaeothecoidiellaceae K.D. Hyde & Hongsanan 2017
- rodzina Phillipsiellaceae Höhn. 1909
- rodzina Teratosphaeriaceae Crous & U. Braun 2007[1].